# 福永翔平
福永 翔平（ふくなが しょうへい、1990年12月18日 - ）は、鹿児島県霧島市出身の俳優。

## 略歴
2018年1月~2020年霧島市観光協会公認 観光大使 「平成の霧島龍馬」に任命され活動を行う。

## 人物
趣味は歌、ダンス。
アニメ・漫画ともにONE PIECEが大好き

## 出演

### テレビドラマ
- 2017年 NHK BSプレミアム番組「今夜はとことんピアノと日本人」 -伊澤修二役
- 2017年~2018年 Abema FRESH「クルーズTV」 -メインMC
- 2018年 MBC 「かごしま4」福永翔平のオススメお好み焼き紹介!-レポーター
- 2020年 鹿児島県霧島市BS放送わっぜかTV霧島の魅力再発見の旅 「龍馬がゆく 高千穂峰登山」坂本龍馬役3部に渡って放送
- 2021年 news「every」小林製薬 ハナノア再現VR -主演 中川役
- 2023年リーゼント刑事スペシャル 実際にあった誘拐事件見破る女シリーズ　犯人役
- 2024年つづ井さん港区男子役
- 2024年 『龍が如く～Beyond the Game～』キャッチ役　(Amazon Prime 2024年)

### 映画
- 2016年「HiGH&LOW THE MOVIE」監督:久保茂昭 中茎強 -ダウト役
- 2017年「HiGH&LOW THE MOVIE2 END OF SKY」監督:久保茂昭 中茎強 -ダウト役
- 「HiGH&LOW THE MOVIE3 FINAL MISSION 」監督:久保茂昭 中茎強 -ダウト役
- 2017年 短編映画 「突然恋人」監督:東真司 -主役 根岸翔吾役
- 2018年「夏引きの頃」監督:岡本直樹-りょう役
- 2023年 百物語 参の章　主演
- 2024年 映画「ユメと夢の絵本」ダブル主演 カズ役　（2024年公開予定）
- 2024年 ARAKAWA UNDER 9福井 伊周 役
- 2024年『ぴっぱらん! 비바람 ― 鬼子伝説 ―』ボーイ役　他多数

### 舞台
- 2016年「JudgmentDay」脚本:木村純子 演出:樋口夢祈 -深沢役
- 2018年T1project「ショートストーリーズ」脚本演出:友澤晃一 -即興芝居にて出演

### モデル
- 2016年 ファッションブランドSEME イメージ専属モデルポスター掲載
- 2017年「和服で参拝。ぶらり霧島神宮」霧島神宮着付けメンズイメージモデルポスター

### ファッションショー
- 2015年~2016年 ファッションブランドSEMEファッションショー -会場:渋谷WOMB
- 2016年 JAPANMODELS -会場:ラフォーレ原宿　2017年 会場:両国会館
- 2017年 ファッションブランドSEMEファッションショー専属モデル -会場:渋谷WOMB
- 2017年 アパレルCRUSEファッションショー -会場:川崎クラブチッタ
- 2018年 JAPANMODELS -会場:渋谷DUO
- 2018年 アパレルCRUSEファッションショー -会場:赤坂BLITZ
- 2022年 横浜zeppファッションショーモデル出演
- 2023年 長野県茅野市BE ONE ファッションショーゲストモデル出演

### ラジオ
- 2016年~2017年 エフエム鹿児島パーソナリティー:DJ ポッキー -ゲスト出演
- 2023年 ホンマルラジオゲスト出演

### イベント
- 2016年 明治維新150周年イベント龍馬とお龍の休日in霧島 - 坂本龍馬役
- 2017年 第21回龍馬ハネムーンウォークin霧島[3] - 坂本龍馬役
- 2017年 西郷どん村 オープン記念西郷どんコンテスト - 坂本龍馬役(審査員)